# 野田知佑
野田 知佑（のだ ともすけ、1938年1月2日 - 2022年3月27日）は、日本のカヌーイスト、作家。カヌーイストの第一人者として知られる。

## 経歴・人物
熊本県玉名郡江田村（※のちの菊水町→現在の和水町）出身。福岡県立八幡高等学校，早稲田大学第一文学部英文学科卒業。日本のリバーカヤックツーリングの先駆者で、日本を始めヨーロッパ、北アメリカ、オーストラリア、ニュージーランドなど世界各地の川をカヌーで旅する。雑誌の記者を経て作家となり、川・カヌー・環境問題に関する著書を多数発表。長良川や吉野川河口堰反対運動にも参加している。1982年に『日本の川を旅する』で第9回日本ノンフィクション賞・新人賞を受賞、1998年に毎日スポーツ人賞文化賞を受賞。雑誌『BE-PAL （ビーパル）』やモンベルの機関紙に多く寄稿している。
千葉県、長野県、鹿児島県等、居を移した後、2000年に徳島県美波町に移住。徳島・吉野川で、姫野雅義や辰野勇らと、自ら「川ガキ養成講座」と呼ぶ川の学校を年間通して行い、校長を務めていた。鹿児島県在住時には高校卒業直後の石川直樹にシーカヤックを教えたこともある。
かつて椎名誠と深い親交があり、椎名は野田をカヌーの師として仰いでいた。また、作家のC・W・ニコルも野田の親友のひとりである。
野田は、千葉県亀山湖在住時に飼い始めた犬「ガク」とともに、主に単独でアラスカ・ユーコン川を中心に世界中の川を下るスタイルで旅を続け、ガクは日本初の「カヌー犬」（これは野田が考案した概念である）として注目を浴びた。野田らはガクをしばしば書籍に取り上げたほか、椎名誠は自ら監督した映画「ガクの冒険」などで取り上げた。
ガクは野田とともに14年にわたりカヌーに乗ったのち、1997年にフィラリアで死亡した。その後はガクの息子であるテツとタロウを飼い、2匹の死亡後はさらにボーダーコリー犬のアレックスとハナを飼っていた。野田の死の約1年前にアレックスとハナが死亡したため、2022年3月時点ではさらにマルという犬を飼っていた。
ハンガリー生まれでイギリスに移住した作家・ジャーナリストのジョージ・ミケシュを愛読している。
2022年3月27日、低血糖性脳症のため徳島県の病院で死去。84歳没。

## 著書
- 川遊びカヌー ファミリー・アドベンチャー入門（1979年、スキージャーナル）
- 日本の川を旅する（1982年、日本交通公社出版事業局 / 1985年、新潮文庫 / 1989年、講談社※新装版 / 2019年、mont-bell BOOKS※文庫）
- 大自然を旅する カナダ・ナショナルパーク・キャンピング（1984年、CBSソニー出版）佐藤秀明との共著
- 魚眼漫遊大雑記（1985年、講談社 / 1988年、新潮文庫）
- カヌーで来た男（1985年、晶文社 / 1994年、新潮文庫) 片岡義男・佐藤秀明との共著
- のんびり行こうぜ（1986年、小学館 / 1990年、新潮文庫）
- 北極海へ KAYAK SOLO TO THE ARCTIC あめんぼ号マッケンジーを下る（1987年、文藝春秋 / 1995年、文春文庫）
- 川を下って都会の中へ（1988年、小学館 / 1991年、新潮文庫）
- ゆらゆらとユーコン（1989年、本の雑誌社 / 1994年、新潮文庫）
- ガリバーが行く（1990年、小学館 / 1993年、新潮文庫）
- 地球と遊ぶ（1991年、朝日新聞社 / 1995年、朝日文庫）夢枕獏・天野礼子との共著
- 風になれ、波になれ 野田知佑カヌー対談集（1991年、山と渓谷社 / 1993年、角川文庫）
- 川からの眺め（1992年、ブロンズ新社 / 1995年、新潮文庫）
- 小ブネ漕ぎしこの川（1992年、小学館 / 1996年、新潮文庫）
- 川を考える（1992年、岩波書店）藤門弘との共著
- 川へふたたび 野田知佑カヌー・エッセイ・ベスト（1993年、小学館 / 1998年、小学館文庫）
- 北の川から（1994年、小学館 / 1997年、新潮文庫）
- 新・放浪記（1995年、本の雑誌社 / 1999年『旅へ 新・放浪記1[注 3]』文春文庫、2000年『南へ 新・放浪記2』文春文庫）
- さらば、日本の川よ 野田知佑のカヌーは座敷（1995年、思想の科学社）
- 南の川まで（1996年、小学館 / 1999年、新潮文庫）
- 本日順風 野に往く者の身の上相談集（1996年、地球丸 / 2000年、文春文庫）
- 雲を眺める旅 アラスカの川辺から（1996年、本の雑誌社 / 2001年『雲よ』、文春文庫）
- カヌー犬・ガク (1997年、小学館文庫 / 2010年、ポプラ文庫）
- ユーコン漂流 (1998年、文藝春秋 / 2001年、文春文庫 / 2019年、mont-bell BOOKS※文庫）
- カヌー犬・ガク写真集 しあわせな日々（1998年、小学館）
- さらば、ガク（1998年、文藝春秋 / 2002年、文春文庫）
- 笹舟のカヌー（1999年、小学館）イラスト：藤岡牧夫
- ハーモニカとカヌー（1999年、小学館 / 2002年、新潮文庫）
- 少年記（1999年、本の雑誌社 / 2004年、文春文庫）
- カヌー式生活（1999年、文藝春秋）
- ぼくの還る川（2000年、小学館 / 2003年、新潮文庫）
- 世界の川を旅する（2001年、世界文化社）
- ぼくの還る川 PART2 [ふるさと編]（2001年、小学館 / 2005年『なつかしい川、ふるさとの流れ』新潮文庫）
- ともに彷徨いてあり カヌー犬・ガクの生涯（2002年、文藝春秋 / 2005年、文春文庫）
- ささ舟、四万十川を行く（2002年、岩崎書店）イラスト：藤岡牧夫
- カワムツの朝、テナガエビの夜（2003年、小学館）
- 今日も友だちがやってきた（2006年、小学館）
- ダムはいらない! 新・日本の川を旅する（2010年、小学館）
- ささ舟カヌー 千曲川スケッチ（2010年、平凡社）イラスト：藤岡牧夫
- 川の学校 吉野川・川ガキ養成講座[注 1]（2012年、三五館）
- ユーコン川を筏で下る（2016年、小学館）
- ナイル川を下ってみないか（2016年、mont-bell BOOKS）

### 翻訳
- 地の果てに住む（1994年、リチャード・リオ著、飛鳥新社）

### 監修
- まんがでマスター 子ども名人シリーズ・アウトドア名人（1996年、漫画：浜本ひろし、イラスト：松下佳正、集英社）
- リバーキーパーズ ハドソン川再生の闘い（2000年、著：ジョン・クローニン、ロバート・ケネディJr.、訳：部谷真奈実、朝日新聞社）
- イギリスを泳ぎまくる（2008年、著：ロジャー・ディーキン、訳：青木玲、亜紀書房）

### 解説
- シー・カヤックをめぐる男たち（1984年、著：ケネス・ブラウワー、訳：芹沢高志訳『宇宙船とカヌー』、JICC出版局 / 1988年、ちくま文庫）

## 主な出演

### 映画
- 出演
  - ガクの冒険（1990年、ホネ・フィルム） ※主演
  - しずかなあやしい午後に（1997年、ホネ・フィルム） ※短編3本からなるオムニバス映画の一篇『ガクの絵本』に主演
- 原案
  - あひるのうたがきこえてくるよ。（1993年、ホネ・フィルム / パイオニアLDC）

### テレビ番組
- 現代冒険旅行「カヌーで下った世界の河」（1981年、NHK教育）
- スタジオL（NHK）
  - 「川を漕ぎ湾に潜る」（1987年）
  - 「アラスカ ユーコン川を下る」（1988年）
- 椎名誠と怪しい探検隊（1988年 - 1989年、日本テレビ）
- にっぽん水紀行「山椒魚は待っていた 〜野田知佑・江川カヌー行〜」（1988年、NHK）
- わが心のルネサンス「人生を語り、歌い、憩う」（1990年、NHK BS2）
- 短期集中講座 川遊びカヌー（1990年、NHK教育）
  - 第1回「やさしい流れでカヌーに慣れる」
  - 第2回「ツーリングをはじめよう」
  - 第3回「急流下り」
  - 第4回「川で遊ぶ」
- エンジョイ・アウトドアライフ「初夏・安曇野 〜自然・芸術・安曇野を10倍楽しむ方法〜」（1993年、NHK BS2）
- マイライフ「川を流れる風になりたい」（1994年、NHK教育）
- 立松和平 対談紀行「わが愛する地球」（1995年、NHK BS2）
- にんげんマップ「川面から世間が見える」（1995年、NHK）
- スタジオパークからこんにちは「野田知佑・世界の川をカヌーで旅する」（1996年、NHK）
- ひるどき日本列島「北海道釧路川カヌー」（1998年、NHK）
- ぼくは、風になった･･･ 〜障害者カヌーのユーコン川下り冒険行〜（1998年、テレビ朝日）
- 風に吹かれてカヌー旅 〜野田知佑 モンゴル・ロシア1300キロをゆく〜（2001年、NHKデジタル衛星ハイビジョン）
- 地球に好奇心「カヌー 風と草原の旅 〜野田知佑 モンゴル、ロシアを行く〜」（2002年、NHK BS2）
  - 地球に乾杯「カヌー 風と草原の旅 〜野田知佑 モンゴル・エグ川を下る〜」（2002年、NHK）※上記ダイジェスト版
- ギリーのとっておき「“至福の瞬”に出会う旅」（2003年、NHK）
- 福祉ネットワーク「カヌーが“"自由”を教えてくれた 〜障害者カヌーのカナダ・ユーコン川遠征2007〜」（2007年、NHK教育）
- 週刊ブックレビュー 890号「おすすめの一冊・“夏は冒険だ!”」（2010年、NHK BS2）
- わんにゃん茶館「カヌーイスト野田知佑・愛犬ガクとの冒険秘話」（2010年、NHK BS2） ※飼い犬のアレックスとハナを連れて出演
- 目撃!日本列島「僕らは川で強くなる 〜徳島・川の学校の半年〜」（2011年、NHK）
- NHKアーカイブス「土佐・四万十川 “最後の清流”と生きる」（2012年、NHK）
- プレミアムアーカイブス（2013年、NHK BSプレミアム）
  - 「四万十川 命躍る大河」
  - 「幻の大河 ホータン〜タクラマカン砂漠に現れる謎の川を追う〜」
  - 「大沐浴〜インド・3000万人の祈りの日〜」
- さわやか自然百景 新春特集「水の国 日本」（2014年、NHK）
- 四国推し! あわとく「目一杯生きろ 〜野田知佑のメッセージ〜」（2022年、NHK BS1）

### ラジオ
- つながるラジオ「ラジオ井戸端会議 2011・夏、暑さしのぎはこれだ!」（2011年、NHKラジオ第1）
- ラジオ深夜便（NHKラジオ第1）
  - サンデートーク「大地に抱かれて生きたい」（2002年）
  - 海と山と川とに抱かれて「川ガキが未来を作る」[注 1]（2013年）

### CM
- チキンラーメン（1980年代、日清食品）

### ビデオ
- 野田知佑のカヌーツーリング（1988年、ポニーキャニオン）
- NHK短期集中講座 川遊びカヌー「入門編」「実践編」（1991年、NHKソフトウェア / ポニーキャニオン）
- 椎名誠とあやしい探検隊 おれ流Outdoor術（1998年、山と渓谷社）
  - Vol.1「沖縄・ムカラク島 無人島の7人大いに笑う」
  - Vol.4「四万十川 流れにまかせてカヌー旅」

### DVD
- 野田知佑の川遊び学校（2002年、ポニーキャニオン）
  - （1）仁淀川カヌー教室
  - （2）川ガキ魚捕り入門[注 1]
  - （3）河原キャンプ 新・ハーモニカの夏
- 林家彦いち喋り倒し「野田知佑 夢枕獏と ユーコンを下る」（2007年、コロムビアミュージックエンタテインメント）

## 参考書籍
- 野田知佑『ともに彷徨いてあり カヌー犬・ガクの生涯』文藝春秋、2002年4月。ISBN 978-4-16-358470-6。